# Troisième insurrection kurde irakienne
La troisième insurrection kurde irakienne voit l'émergence l'union patriotique du Kurdistan (UPK) comme l'une des principales forces politiques du kurdistan irakien, après que le Parti démocratique du Kurdistan (PDK) a vu ses positions mis en difficulté à la suite de la deuxième insurrection kurde irakienne.

## Contexte
La défaite lors de la deuxième insurrection kurde irakienne laisse les Kurdes profondément divisés. Moustafa Barzani reste en exil en Iran où il sera enterré après sa mort dans un hôpital américain le 1er mars 1979. Ses fils Idriss (en), resté en Iran, et Massoud, qui le représente en Syrie, dirigent ce qui reste du PDK. Dépendant de la protection du shah d'Iran puis de la République islamique d'Iran, le PDK barzaniste entretient des rapports tendus avec le Parti démocratique du Kurdistan d’Iran (PDKI) qui s'oppose aux régimes successifs de Téhéran.
Une fraction du PDK, ralliée au pouvoir de Bagdad autour de Hicham Akrawi, exerce un semblant de pouvoir dans la région autonome consentie par le régime,.
Une partie des Kurdes se rassemblent autour de Jalal Talabani, ancien lieutenant de Barzani. Celui-ci, exilé en Syrie et profitant de la rivalité qui oppose le régime baasiste de Damas à celui de Bagdad, fonde le 1er juin 1975 un Comité préparatoire qui deviendra l'Union patriotique du Kurdistan (UPK) ; une hostilité parfois violente l'oppose au PDK.
Enfin, un petit groupe, le Comité marxiste-léniniste (Komala) veut reprendre immédiatement la lutte armée. Le 1er juin 1976, quelques dizaines de combattants, venus de Syrie sous la conduite d'Ibrahim Azou, rentrent au Kurdistan irakien où ils sont rapidement détruits. Un autre groupe de l'UPK, mieux organisé, commandé par Ali Askari (en), parvient à établir une base de guérilla dans le sud-est du Kurdistan irakien ; en 1977, il rassemble un millier de peshmergas. Cette phase du conflit est désignée comme l'insurrection de l'UPK du fait du rôle moteur de ce parti.

## Déroulement
Le 26 mai 1976, le congrès du PDK-Direction provisoire décide à son tour la reprise de la guérilla, animée par Massoud Barzani qui tire le premier coup de feu symbolique.
En août 1976, le président Saddam Hussein décide d'expulser toute la population kurde sur une bande de 20 km le long de la frontière iranienne, pour empêcher les infiltrations. En 1976-1977, bien que le régime s'obstine à nier l'état de guerre, des petits groupes d'insurgés sont partout présents dans les montagnes du Kurdistan.
À partir de la fin de 1977, le PDK accuse l'UPK de négocier secrètement avec Bagdad. Au printemps 1978, sur ordre de Jalal Talabani qui a pris le commandement militaire de son camp, trois « divisions » de peshmergas de l'UPK tentent de se déployer dans le nord-ouest du Kurdistan, région considérée comme la chasse gardée du PDK : des affrontements éclatent entre les deux mouvements, faisant plusieurs centaines de morts, dont Ali Askari. Une fraction de l'UPK, désapprouvant la ligne de Talabani, fait scission en 1979 autour de Rassoul Mahmand.
Le Parti communiste irakien entretient des rapports ambigus avec le mouvement national kurde : tantôt persécuté, tantôt associé au gouvernement baasiste, il maintient une partie de son appareil dans les zones insurgées du Kurdistan et, à partir de 1979, organise des maquis en pays kurde. Il constitue un front commun avec le PDK le 12 novembre 1980 et un autre, le 28 novembre 1980, avec l'UPK et la fraction dissidente pro-syrienne du Baas irakien. Entre 1980 et 1983, des affrontements intermittents opposent les communistes à l'un ou l'autre des mouvements kurdes.